# Bărbești
Bărbești – wieś w Rumunii, w okręgu Alba, w gminie Mogoș. W 2011 roku liczyła 20 mieszkańców.